# (500598) 2012 UF114
(500598) 2012 UF114 es un asteroide perteneciente al cinturón de asteroides descubierto el 11 de septiembre de 2001 por el equipo del Spacewatch desde el Observatorio Nacional de Kitt Peak, Arizona, Estados Unidos.

## Designación y nombre
Designado provisionalmente como 2012 UF114.

## Características orbitales
2012 UF114 está situado a una distancia media del Sol de 3,086 ua, pudiendo alejarse hasta 3,507 ua y acercarse hasta 2,666 ua. Su excentricidad es 0,136 y la inclinación orbital 4,977 grados. Emplea 1981,03 días en completar una órbita alrededor del Sol.

## Características físicas
La magnitud absoluta de 2012 UF114 es 16,9. 